# Gösing am Wagram
Gösing am Wagram ist eine Ortschaft und als Gösing eine Katastralgemeinde der Gemeinde Fels am Wagram im Bezirk Tulln in Niederösterreich. Die Ortschaft hat 361 Einwohner (Stand 1. Jänner 2024). Bis Ende 1970 war Gösing eine eigenständige Gemeinde.

## Geografie
Das nördlich von Fels liegende Dorf befindet sich südöstlich unterhalb des Hengstberges (371 m ü. A.) und wird von der Landesstraße L113 erschlossen, in die im Ort die L2014 einmündet. Den Ort umgeben ca. 280 Hektar Weingärten, auf denen überwiegend Grüner Veltliner ausgebaut wird.

## Geschichte
Zahlreiche Funde belegen eine prähistorische Ansiedlung. Der Pfarrer Lambert Karner ergrub hier Gefäßreste, Urnen, steinerne Geräte, Feuersteinklingen und vieles mehr, wobei auch die große Verstreutheit der Fundstellen Rückschlüsse auf die Ausdehnung zulässt.
Im Ort sind zahlreiche Erdställe dokumentiert, die jedenfalls bis ins Mittelalter zurückweisen.
Laut Adressbuch von Österreich waren im Jahr 1938 in der Ortsgemeinde Gösing ein Bäcker, ein Binder, ein Fleischer, ein Friseur, zwei Gastwirte, drei Gemischtwarenhändler, eine Hebamme, ein Sattler, zwei Schmiede, zwei Schneider und zwei Schneiderinnen, zwei Schuster, ein Tischler, zwei Versicherungsagenten und mehrere Landwirte ansässig.
Mit 1. Jänner 1971 wurde im Zuge der Niederösterreichischen Kommunalstrukturverbesserung die bis dahin selbständige Gemeinde Gösing nach Fels am Wagram eingemeindet.

## Sehenswürdigkeiten
- Pfarrkirche Gösing am Wagram
- Fünfeckiger Stein

## Persönlichkeiten
- Lambert Karner (1841–1909), Pfarrer, Speläologe und Archäologe, war im Ort tätig
- Benedikt Oberndorfer (1912–1977), Abt des Stiftes Lambach, war hier nach seiner Enthebung Pfarrer
- Robert Löffler (1931–2016), Journalist und Kolumnist, verbrachte hier einen Teil seiner Jugend
- Beatrix Kutschera (* 1952), Malerin, betreibt hier über den Sommer ein Atelier